# Pendragon (jeu de rôle)
Pour les articles homonymes, voir Pendragon.

Pendragon est un jeu de rôle sur table ayant pour thème la Bretagne légendaire. C'est un jeu historico-fantastique, qui puise sa source dans l'imaginaire arthurien, la matière de Bretagne. Il tire son nom du titre de Pendragon qui est porté par le roi Arthur Pendragon et son père Uther Pendragon.
Il a été créé en 1985 par Greg Stafford, et publié par Chaosium. Au cours de son histoire, ce jeu a été racheté par Green Knight Publishing puis par White Wolf. L'édition actuelle est la cinquième, sortie en 2005. Pendragon a été traduit en français par Oriflam.

## Histoire éditoriale
Pendragon a été initialement publié sous la forme d'une boîte de jeu en 1985. Cette version, créée et écrite par Greg Stafford, a été traduite par Gallimard en 1986 et publiée en coffret, avec le sous-titre « Un jeu dont vous êtes le Héros, une aventure à partager ». À cette époque, Gallimard publiait aussi la série des livres dont vous êtes le héros. Chaosium avait prévu une seconde édition avec de légères modifications appliquées aux règles, mais cette seconde édition n'a jamais été publiée.
Une troisième édition, avec des règles revues par Stafford, est sortie en 1990 en un seul livre à couverture souple. Cette édition a été traduite en français en 1992 par Oriflam. Elle est suivie par l'édition de nombreux suppléments, dont plusieurs décrivent les terres voisines de la Bretagne du roi Arthur proprement dite, comme l'Irlande, la Calédonie ou la Scandinavie.
Une quatrième édition, publiée par Chaosium en 1993 et réimprimée par Green Knight en 1999, a aussi été publiée en livret à couverture souple ; les règles de base y sont les mêmes que dans la troisième édition, mais des règles supplémentaires sont ajoutées : il devient ainsi possible pour les personnages-joueurs de jouer des magiciens, et les options supplémentaires de création de personnage qui étaient décrites dans le supplément Chevaliers aventureux sont incluses dans le livre de base de la quatrième édition.
Green Knight a aussi sorti en 2000 une version abrégée de la quatrième édition pour cibler les joueurs débutants, The Book of Knights.
Après le rachat de la licence de Pendragon par White Wolf, Greg Stafford a créé une cinquième édition, qui est sortie en décembre 2005. Elle prend la forme d'un livret à couverture rigide. Les règles de base ne contiennent pas la plupart des options que contenaient celles de la quatrième édition, et il n'y est proposé que de créer des chevaliers bretons, vassaux du comté de Salisbury. Le livre de règles de la cinquième édition est centré sur le règne d'Uther Pendragon plutôt que sur celui d'Arthur. Le supplément le plus notable de cette édition, The Great Pendragon Campaign, est une campagne qui dure du règne d'Uther à la mort d'Arthur ; il décrit également les différentes périodes du règne d'Arthur. Ce supplément a remporté la Diana Jones Award en 2007, et sa première édition de 1985 a remporté la Origins Award dans la catégorie meilleur supplément de jeu de rôle.

## Univers
L'univers de Pendragon est basé sur un mélange de références historiques et de fiction. La base littéraire du jeu est d'abord l'ensemble du mythe arthurien écrit au Moyen Âge, en particulier Le Morte d'Arthur, des romans arthuriens compilés par Thomas Malory au XVe siècle, mais aussi la Vulgate, une série de textes du XIIIe siècle, et les romans de Chrétien de Troyes. Mais d'autres œuvres de fiction plus récentes ont servi d'inspiration, comme des romans arthuriens contemporains, ou même le film Excalibur de John Boormann.
Le monde décrit est, à la base, celui de l'Europe des Ve et VIe siècles, où l'Empire romain est tombé en ruines et les invasions barbares menacent l'Europe. La Bretagne est habitée de Celtes plus ou moins romanisés, divisés en de nombreux royaumes qui font face aux invasions saxonnes, et dans une moindre mesure pictes et irlandaises.
Mais ce cadre géographique est voué à connaître une évolution technologique et sociétale dramatiquement plus rapide que l'Europe médiévale. Ainsi, si le règne d'Uther ressemble quelque peu à la Bretagne de la fin du Ve siècle, sous le règne d'Arthur voit successivement apparaître de nombreux éléments anachroniques : par exemple, la chevalerie, l'amour courtois, le système féodal et la présence d'un roi unique à la tête de la Bretagne. Les vêtements et l'armement sont aussi généralement anachroniques, avec des étriers, des armures de plates voire des armes à feu primitives présentes au VIe siècle.
Ainsi, à travers cette évolution historique accélérée, le joueur est invité à suivre l'évolution de la légende Arthurienne elle-même, et des époques où elle a été élaborée.
Des éléments fantastiques sont aussi présents, en restant entourés de mystère : l'enchanteur Merlin, l'épée magique Excalibur et les mystérieuses Dames du Lac, ainsi que de nombreuses créatures étranges et êtres fées, apparaissent parfois dans les aventures de Pendragon. La quatrième édition du jeu, ainsi que certains suppléments de la troisième édition, proposent des règles pour incarner des magiciens.

## Système de jeu
Les règles de Pendragon sont basées sur une variante du Basic RolePlaying System. Il emploie en particulier un dé à vingt faces au lieu du dé à cent faces habituel.
Une spécificité de Pendragon est que les motivations et traits de personnalité de chaque personnage sont chiffrées. Le caractère de chaque chevalier est défini par deux types de caractéristiques : des traits et des passions.
Les 26 traits forment 13 couples d'opposés, par exemple chaste et luxurieux, et la somme des valeurs des deux traits d'un couple donne ordinairement 20 (par exemple, chaste 12 / luxurieux 8, ce qui indique un chevalier plus chaste que luxurieux). Un trait légendaire peut cependant dépasser 20, auquel cas le trait opposé vaudra 0.
Les passions représentent les motivations personnelles du personnage, comme son amour pour sa femme ou sa famille, sa haine d'un peuple, ou son sens de l'hospitalité. Ils pourront évoluer en fonction du Roleplay du joueur.
Ces traits et passions peuvent influencer le jeu de plusieurs façons : le meneur de jeu peut ainsi demander au joueur des jets sous un de ses traits ou de ses passions pour déterminer le comportement de son personnage. Des passions contraires pourront aussi être confrontées : l'Amour du personnage pour la fille d'un seigneur sera source de problèmes si ce dernier décide de faire la guerre au Seigneur du personnage, à qui il doit une Loyauté.
En retour, de hauts scores dans ces traits donnent des avantages au personnage. De hauts scores dans des traits chevaleresques, ou dans les vertus de sa religion, donneront des bonus au combat. Les passions peuvent inspirer un personnage, ce qui l'avantage quand il essaie de réaliser un objectif, mais elles peuvent aussi le décourager et le rendre mélancolique.
L'autre spécificité notable du jeu est la formalisation du passage du temps. Chaque année se termine ainsi par une phase d'hiver, au cours de laquelle le joueur fera ses jets d'expérience, et où l'on déterminera si des naissances surviennent, s'il perd des points de caractéristique à cause de l'âge, si ses récoltes ont été bonnes, et ainsi de suite. C'est aussi pendant cette phase que les gains de gloire sont calculés, la gloire correspond aux points d'expériences de nombreux autres jeux de rôle.